# Alfons Solà i Xancó
Alfons Solà i Xancó (Barcelona, 2 d’abril de 1861 – Caldes de Montbui, 28 de desembre de 1882) va ser un escriptor i advocat català i una figura destacada del panorama cultural català del segle XIX, tot i la seva curta vida.
Fill dels responsables del balneari Rius, Solà va mostrar des de jove una gran sensibilitat artística. Advocat de formació i deixeble de Climent Cuspinera, va compaginar els estudis de dret amb una intensa activitat creativa en els àmbits del teatre, la música i la crítica artística. Entre les seves obres més rellevants destaca el drama romàntic La Creu Trencada, estrenat pòstumament per la companyia Fontova. També va exercir com a crític musical a La Crónica de Cataluña i va mostrar interès per la composició musical, amb peces com Els Cireraires i el llibret de l’òpera La terra roja. La seva mort prematura a 21 anys va commoure l’opinió pública catalana, i la vila de Caldes de Montbui li dedicà un carrer en reconeixement a la seva trajectòria. Va compondre diverses peces teatrals com Idees transcendentals, A falta de otro, Torre Roja i la composició coral Els Cireraires.